# Pegomya geniculata
Pegomya geniculata este o specie de muște din genul Pegomya, familia Anthomyiidae. A fost descrisă pentru prima dată de Bouche în anul 1834. Conform Catalogue of Life specia Pegomya geniculata nu are subspecii cunoscute.